# Jan Tekstra
Jan Tekstra (1964) is zanger, gitarist, liedjesschrijver, scriptschrijver en acteur.
Tekstra schreef onder andere de teksten voor de hits Je hoeft niet naar huis vannacht, Vrij zijn en Het water (tekst & muziek) van Marco Borsato. Daarnaast schreef hij nummers voor vele anderen, waaronder Jayh Jawson, Maan, Tabitha, Merol, De Kast, Volumia, Liesbeth List, Herman Brood, Dreetje Haze JR, Roxeanne Hazes e.a..
Zelf bracht hij tot nu toe onder zijn eigen naam de albums, Blijf,Nooit Meer Weg (Sony/Columbia), Keale Ferskes (Marista Records) en Tussen Zoet & Zout (Red Bullet) uit. Voor de hit Mooie dag van Jayh Jawson ontving Tekstra een Buma Award in 2014. Ook in 2021 ontving Jan een Buma Award, ditmaal voor zijn bijdrage als schrijver aan de hit Ze Huilt Maar Ze Lacht  van zangeres Maan.
Daarnaast verleende Tekstra aan vele muziektheater-producties zijn medewerking. Zowel als componist van tekst en/of muziek als in de hoedanigheid van muzikant/acteur/muzikaal leider. Als componist en muzikaal leider was Tekstra betrokken bij de muziektheaterversie van Jan Wolkers’ roman Turks Fruit. Deze musical won in dat jaar de prijs voor de beste kleine musical van het seizoen, tijdens de Musical Awards. Ook voor de productie Jan Rap en Zijn Maat, waarin hij tevens een rol vertolkte, schreef hij samen met Fons Merkies de muziek. Maar ook de Theater Terra voorstellingen Brief voor de Koning, Matroos in de Doos en Niks mis met Kerstmis voorzag hij van tekst en muziek. Voor de musical High School Musical (Joop v/d Ende Theaterproducties) vertaalde Tekstra (2008) de liedteksten. In theaterseizoen 2010 wint hij de prestigieuze "Johnny Kraaijkamp Musical Award Beste Muziek & Arrangementen" voor de musical  Dromen zijn Bedrog. In 2018 won hij voor zijn muzikale en tekstuele bijdrage aan de musical Het Verzet Kraakt een Musicalworld Award.
Tekstra heeft in het verleden zijn sporen verdiend als ‘platenbaas’. Zo stond hij aan de basis van het Nederlandse succes van Marco Borsato en contracteerde hij Andrea Bocelli voor Universal Music.
In 2015 richt Tekstra samen met BMG/Talpa Music Publishing de muziekuitgeverij ITSS Publishing op. (It's The Song Stupid) Via BMG komt hij in contact met vele nieuwe jonge schrijvers en producers over de hele wereld en schrijft met hen songs voor een breed scala aan artiesten en muzieksoorten, van pop tot EDM.
Naast het schrijven van songs ontwikkelt Tekstra zich sinds 2015 meer en meer als scriptschrijver voor (muziek)theater. Zijn eerste scripts van STORK!, Jumping Jack (regie Frank Lammers) en Reuring In 't Reggedal krijgen positieve kritieken. In 2022 was Jan daardoor druk met enkele nieuwe stukken, waaronder de met 5 sterren op verschillende mediaplatforms bekroonde De Schone Van Boskoop (met een glansrol van de oude Ben Cramer), De Freule (met in de hoofdrol Renee van Wegbergen) en het in '23 met een Musical Award Beste Originele Musical bekroonde Misfit De Musical, in regie van Anne de Blok. Voor dezelfde Anne de Blok schreef hij het zeer persoonlijke toneelstuk Vaderdag, dat in 2024 in première ging en in 2025/26 toert door Nederland als lunchvoorstelling. Ook in 2024, schreef Jan in opdracht van de eigenzinnige theatermakers BUOG script en muziek voor de doorgecomponeerde locatievoorstelling Het Wakend Oog, aan de rand van het IJsselmeer bij Workum (over de 'verroompottisering' van de IJsselmeerkust).
Als acteur was Jan in vele voorstellingen te zien, waaronder Jan Rap En Zijn Maat (Senf Producties), De Bleusopera (Peergroup), Leeghwater (met Bert Visser) en Het Pauperparadijs (regie Tom de Ket)